# Climat temperat-oceanic

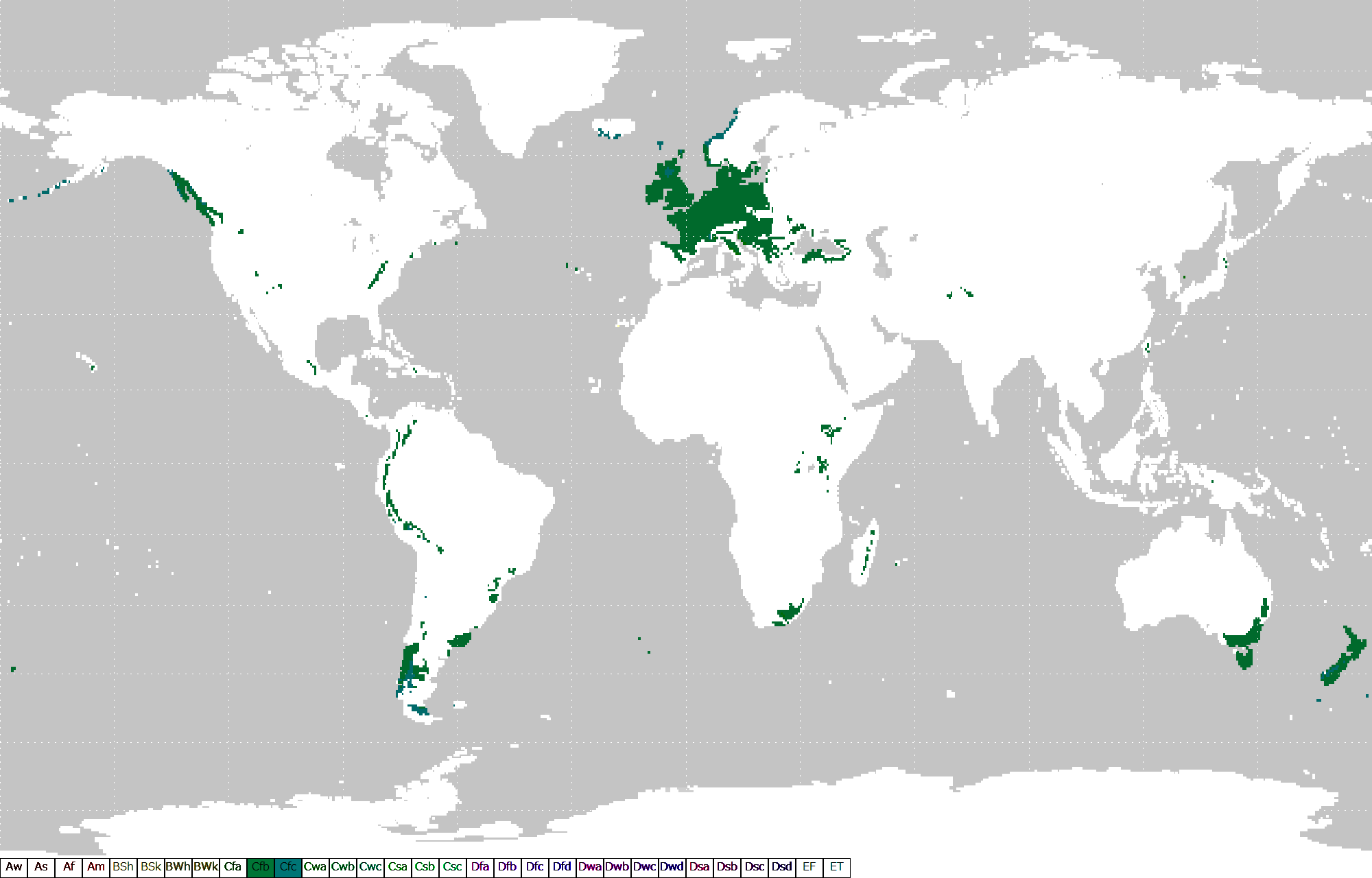
Climatul temperat-maritim

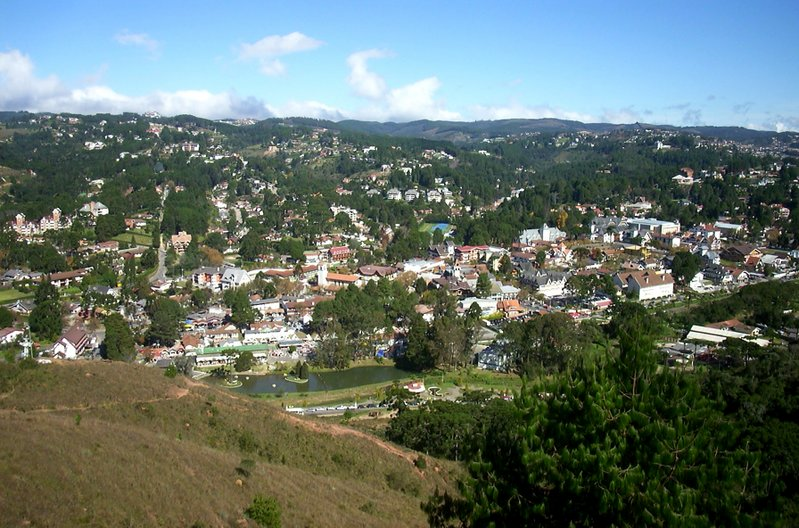
Campos do Jordão, în Brazilia, are un climat temperat oceanic de tip CWB

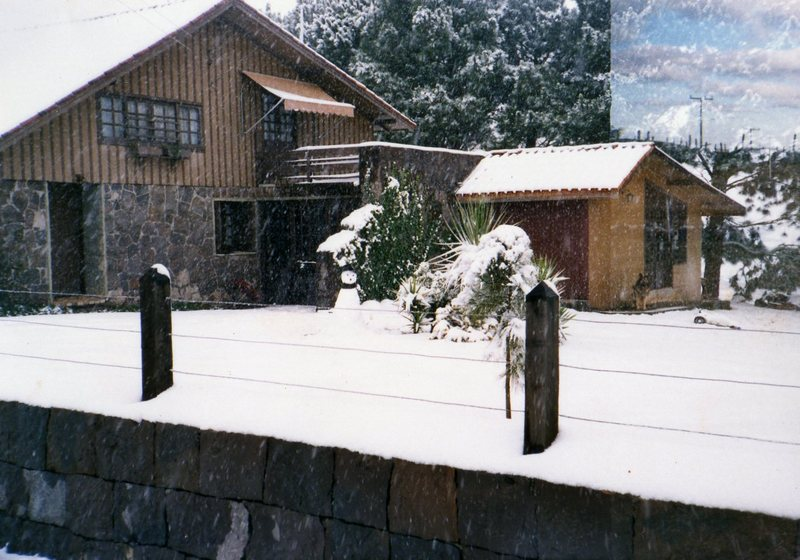
São Joaquim este al doilea cea mai rece oraș din Brazilia și are un climat oceanic tip CFB

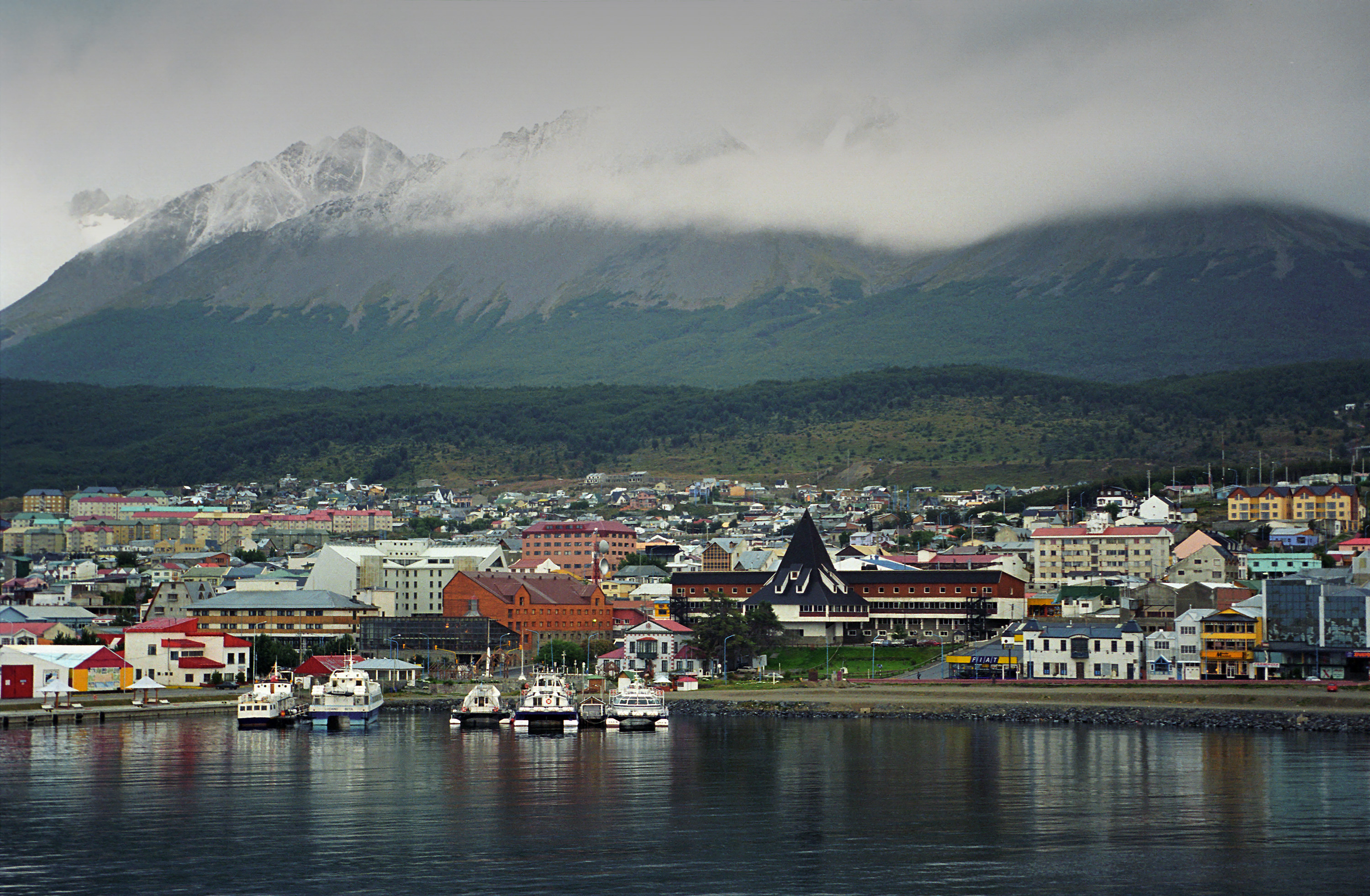
Ushuaia este situat în sudul extrem al Argentinei și are un climat oceanic tip CFC

Climatul temperat-oceanic, denumit și temperat-maritim, este răspândit în vestul Europei între 40-60 grade latitudine nordică, pe coasta mărilor și Oceanului Atlantic, în sudul Americii de Sud, sud-estul Australiei și Noua Zeelandă.
Este un tip de climat caracterizat prin umiditate mărită în cea mai mare parte a anului, cu veri răcoroase și ierni fără geruri excesive.

## Caracteristici
Climatul temperat-oceanic are următoarele caracteristici:
- Veri mai răcoroase, cu temperaturi sub 22 grade Celsius în luna iulie
- Iernile sunt mai blânde
- Temperaturile medii anuale sunt între 10-15 grade Celsius
- Precipitațiile sunt abundente, sau relativ abundente tot anul: aproximativ 1000-2000 mm/an
- Bat vânturile de vest și alizeele

## Tipuri de climă oceanică
- tip CWB - Ierni uscate și veri umede și reci
- tip CFB - Precipitații uniforme și veri răcoroase sau calde
- tip CFC - Precipitații uniforme și veri blânde sau reci